# شهرستان شوستکا
شهرستان شوستکا (به لاتین: Shostka Raion) یک شهرستان در اوکراین است که در استان سومی واقع شده‌است. شهرستان شوستکا ۱٬۲۱۱ کیلومتر مربع مساحت و ۲۰٬۶۷۰ نفر جمعیت دارد.